# (712) Boliviana
(712) Boliviana es un asteroide perteneciente al cinturón de asteroides descubierto el 19 de marzo de 1911 por Maximilian Franz Wolf desde el observatorio de Heidelberg-Königstuhl, Alemania.
Fue nombrado en honor a Simón Bolívar, militar y político venezolano.